# Salzburgi Ünnepi Játékok

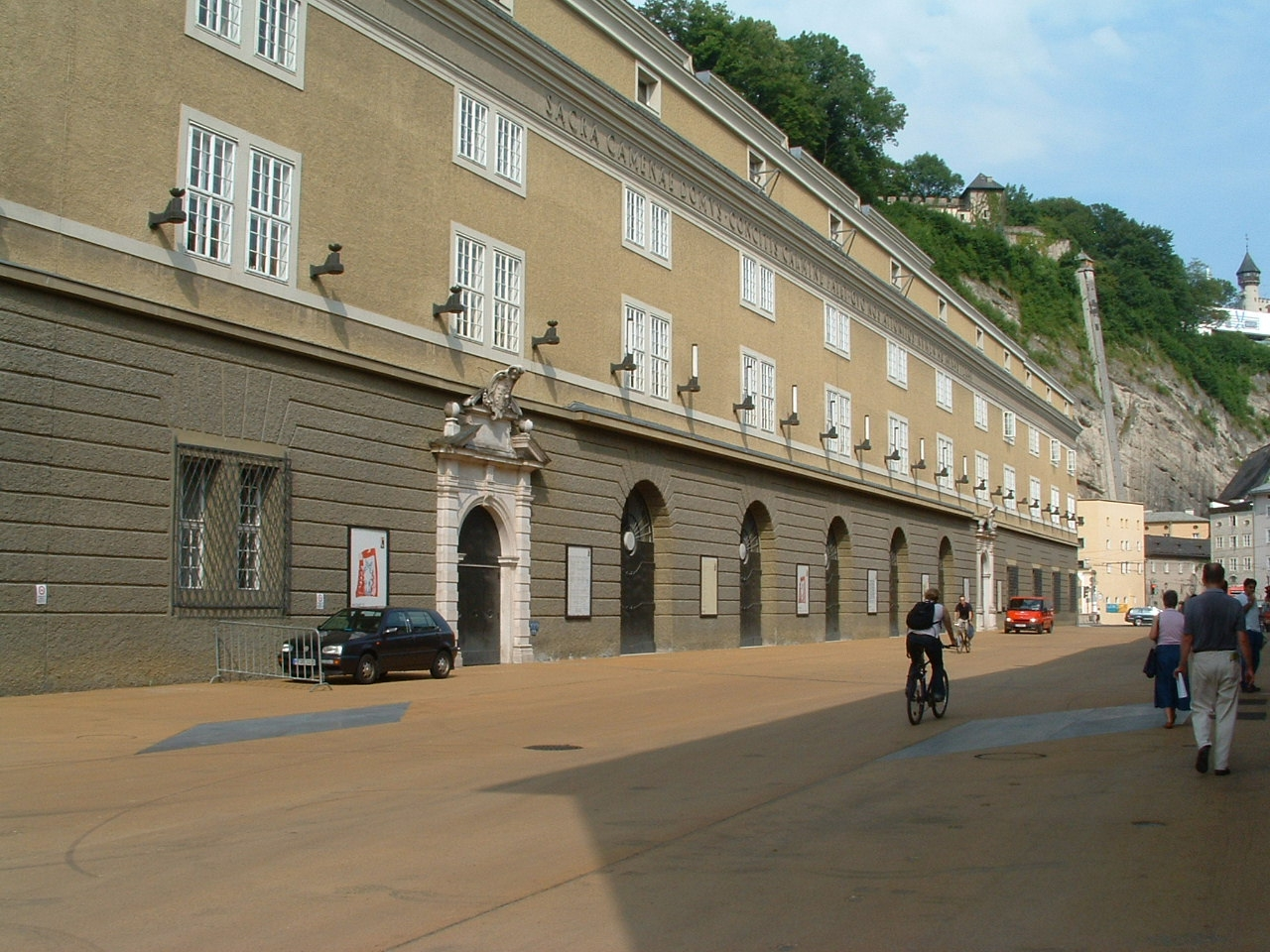
A fesztivál egyik fő helyszíne, a Nagy Festspielhaus

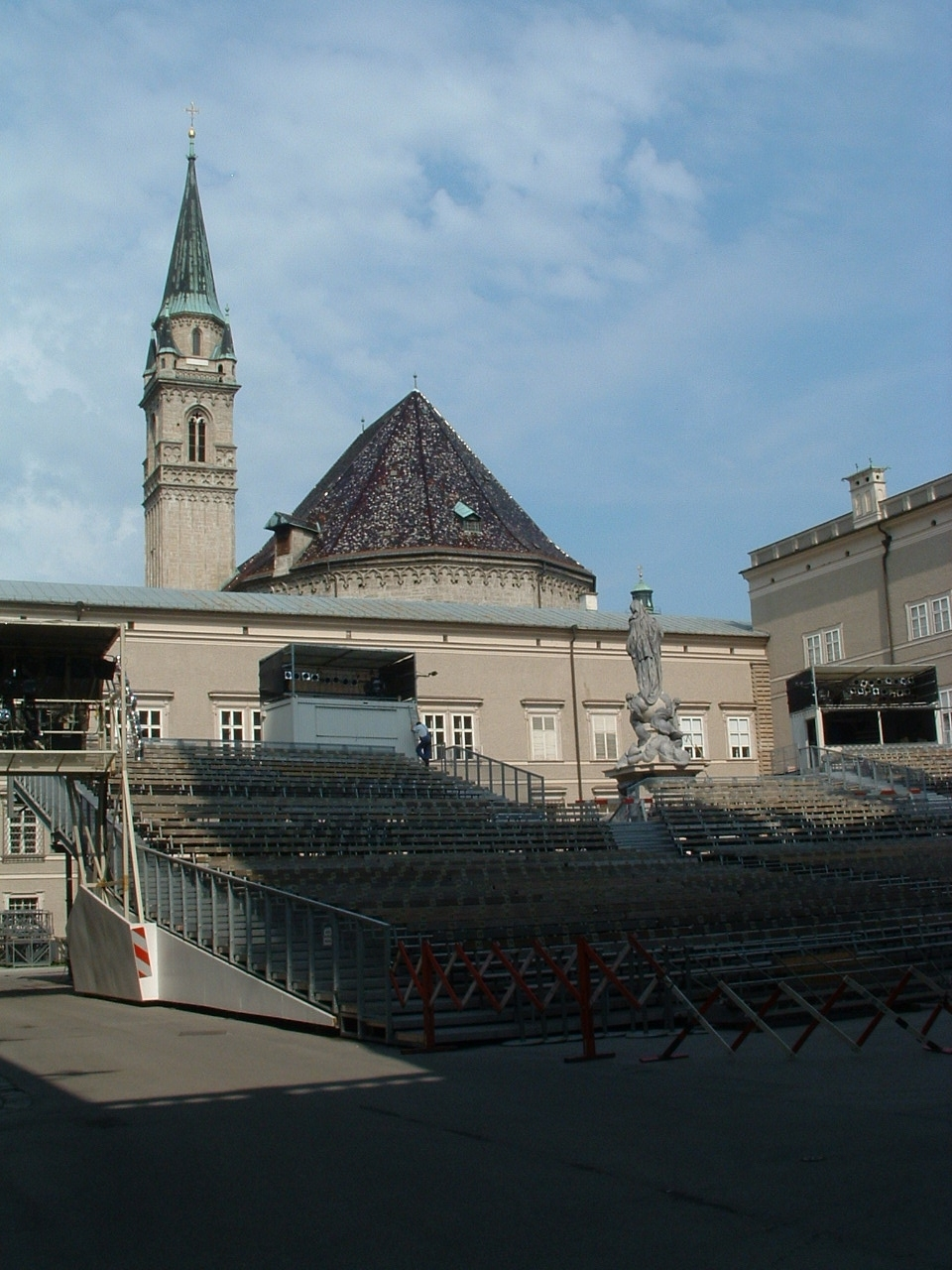
A fesztivál egyik fő helyszíne, a Dóm tér

A Salzburgi Ünnepi Játékok (Salzburger Festspiele) a világ egyik legjelentősebb zenei fesztiválja, amelyet 1920 óta – néhány második világháborús évet kivéve – folyamatosan megrendeznek. A fesztivál minden nyár júliusának végén kezdődik, és öt hétig tart Mozart szülővárosában, az ausztriai Salzburgban.

## Története
Az első salzburgi nyári fesztivált 1877-ben rendezték meg, míg a másodikra csak évtizedek múlva, 1910-ben került sor. Az évenként megrendezendő fesztivál gondolata először 1914-ben merült fel, amikor Friedrich Gehmacher és Heinrich Damisch létrehozott egy egyesületet, a Salzburger Festspielhaus-Gemeindét, s egy Mozart köré épülő zenei és drámafesztivál létrehozását tűzték ki célul. Az elképzelés az első világháború miatt csak 1917-ben került újra napirendre. Ekkor Max Reinhardt, a híres színházi rendező javasolta a fesztivál megrendezését, majd Hugo von Hofmannsthal, a költő és drámaíró, konkrét programjavaslattal is előállt. Az ötlethez támogatóként csatlakozott még Richard Strauss zeneszerző, Alfred Roller díszlettervező és Franz Schalk karmester, bécsi operaigazgató is.
Az első előadásra 1920. augusztus 22-én került sor, amikor Hoffmanstahl darabját, a Jedermann (Akárki) című misztériumjátékot adták elő a székesegyház előtti téren, Max Reinhardt rendezésében. Az előadás hagyományt teremtett, a Jedermannt azóta is mindig a Domplatzon adják elő. 1921-ben megismételték ezt a produkciót, és volt még néhány hangverseny is. 1922-ben újabb hagyomány kezdődött: a fesztivál gerinceként négy Mozart-operát mutattak be, de természetesen más szerzők előadásait is. Ekkoriban ideiglenes játszóhelyként a Hofstallkasernét használták. A fesztiválnak pénzügyi nehézségekkel kellett megküzdenie, például 1923-ban csak Molière Képzelt betegjét tudták finanszírozni.
1926-ban a Felsenreitschule (Sziklába vájt lovasiskola) is a rendezvény helyszíne lett, 1927-re pedig – a Hofstallkaserne megszerzésével és átalakításával – létrejött a Salzburger Festspielhaus (Fesztiválpalota). Azzal, hogy az operák, a drámák és a zenei előadások számára méltó helyszínt sikerült létrehozni, a fesztivál hírneve és elismertsége egyre emelkedett. A zenei repertoár elsősorban Mozart műveire épült, de más komponisták darabjai is színre kerültek, például Verdi Falstaffja és Beethoven Fideliója. Az 1928-as fesztiválplakáton jelent meg először az a fesztiváljelkép (a logó Poldi Woytek grafikus alkotása), amelyet a mai napig is használnak, majd 1936-ban Joseph Messner megkomponálta azt a fanfárt, amely máig a fesztivál hivatalos dallama.
Az 1934 és 1937 közötti évek a fesztivál aranykorának számítanak, amikor a világ vezető karmesterei, Arturo Toscanini és Bruno Walter dirigáltak remek előadásokat. Érdekes fellépések, illetve bemutatók is voltak Salzburgban. Például 1936-ban bemutatkozott a fesztiválon, a Felsenreitschuléban, a von Trapp család kórusa, az egyik családtag róluk írt könyvéből született később A muzsika hangja című musical és film. 1937-ben Boyd Neel és zenekara bemutatta Benjamin Britten Változatok egy Frank Bridge-témára című művét.
A fesztivál népszerűsége megszenvedte az Anschlusst, sok művész – maga Hoffmanstahl is – nemkívánatos személy lett Salzburgban, elmaradtak a külföldi nézők, és 1944-ben Joseph Goebbels parancsára felfüggesztették a megrendezését. A második világháború után a salzburgi fesztivált 1945-ben, közvetlenül a győzelem napja után nyitották meg újra. Hofmannsthal Jedermannját ismét bemutatták, és azóta is minden évben műsorra kerül. Azok a művészek, akik a náci időkben nem voltak szívesen látottak – például Solti György és Rolf Liebermann –, visszatértek, és sikeres közreműködői voltak a fesztiválnak. 1946-tól ismét fellépett a Bécsi Állami Opera társulata és a Bécsi Filharmonikusok.
A fesztivál 1950-től komoly állami és tartományi támogatásban részesül. 1960-ra megépítették a Großes Festspielhaust (Nagy Fesztiválpalota), amelynek nézőtéren több mint 2200 néző fér el. A régi Festspielhaus elnevezése Kis Fesztiválpalota lett (2006-ban átépítették, és a hivatalos neve Mozart-ház lett). A fesztivál újabb kori történetét két jelentős személyiség határozta meg: 1960-tól 1989-ig Herbert von Karajan, 1990-től 2001-ig a belga Gérard Mortier. Karajan kétségkívüli zsarnoki természetével kimagasló színvonalú előadásokat volt képes elérni, a nemzetközi operairodalom számos darabját állította színpadra, bár működése vége felé már bizonyos stagnálás volt megfigyelhető. Mortier szélesebb, modernebb és provokatívabb műsorstruktúrát alakított ki, elképzelése az volt, hogy ismét teret nyit a prózai színháznak, és célba vette az új fiatal nézői réteget is. Utóda Peter Ruzicka lett, aki 2002-től 2006-ig töltötte be ezt a funkciót. Az ő direktorsága idején az egykori alapító tag, Richard Strauss művei is műsorra kerültek, ráadásul a náci időkben tiltott Erich Wolfgang Korngold és Alexander von Zemlinsky darabjait is bemutatták. 2006-ban, a fesztivál történetének legnagyobb vállalkozásaként, Mozart születésének 250. évfordulója alkalmából, Mozart mind a 22 operáját bemutatták (még a két befejezetlent is), mindet videóra vették, és még abban az évben kiadták.
2007-től 2010-ig Jürgen Flimm volt a fesztivál intendánsa, akit e tisztségben 2011-ben Sven-Eric Bechtolf váltott fel. A fesztivált 1964 óta mindig egy-egy fontos személyiség előadásával nyitják meg. Az előadók között Hanák Péter (1988), Göncz Árpád (1993) és Szabó István (2004) is szerepelt.
A játékok 2010-ben ünnepelte kilencvenedik évadját, amelyre 250 ezer látogató érkezett a világ 72 országából. 2020-ban a Covid19-pandémia miatt lerövidítették, illetve módosították a fesztivál programját.

## Pünkösdi Ünnepi Játékok
A nyári fesztivál mellett 1973 óta – Herbert von Karajan kezdeményezésére – megrendezik a Salzburgi Pünkösdi Ünnepi Játékokat (akkor még Pünkösdi Koncertek néven) is a Nagy Festspielhausban, amelynek keretében először Karajan vezényelt három koncertet a Berlini Filharmonikusok közreműködésével. 1983 óta más dirigensek is vezényelték a zenekart, többek között Solti György, Ozava Szeidzsi és André Previn is. Később felléptek új zenekarok is, például a Londoni Szimfonikus Zenekar és a Chicagói Szimfonikus Zenekar. A Pünkösdi Ünnepi Játékok 2007-től a barokk zene és a korai klasszicista zene fesztiválja, művészeti vezetője, Riccardo Muti.

## Fordítás
- Ez a szócikk részben vagy egészben  a   Salzburg Festival című angol Wikipédia-szócikk ezen változatának fordításán alapul.  Az eredeti cikk szerkesztőit annak laptörténete sorolja fel. Ez a jelzés csupán a megfogalmazás eredetét és a szerzői jogokat jelzi, nem szolgál a cikkben szereplő információk forrásmegjelöléseként.
- Ez a szócikk részben vagy egészben  a   Salzburger Festspiele című német Wikipédia-szócikk ezen változatának fordításán alapul.  Az eredeti cikk szerkesztőit annak laptörténete sorolja fel. Ez a jelzés csupán a megfogalmazás eredetét és a szerzői jogokat jelzi, nem szolgál a cikkben szereplő információk forrásmegjelöléseként.